# Conchapelopia fasciata
Conchapelopia fasciata är en tvåvingeart som beskrevs av Beck 1966. Conchapelopia fasciata ingår i släktet Conchapelopia och familjen fjädermyggor. Inga underarter finns listade i Catalogue of Life.